# Свирепый Бамбр
«Свирепый Бамбр» — цикл кукольных мультипликационных фильмов, снятых по мотивам сказок Эдуарда Успенского и Александра Тимофеевского. Режиссёр Наталья Дабижа увлеклась историями о фантастическом существе по имени Бамбр, в котором борются доброе и злое начало. В 1988—1991 годах было создано три серии о его приключениях.
- 1988 год — «Свирепый Бамбр» — 9 мин. 50 сек.[2]
- 1990 год — «По следам Бамбра» — 9 мин. 59 сек.[3]
- 1991 год — «Ловушка для Бамбра» — 9 мин. 59 сек.[4]

## Сюжет

### «Свирепый Бамбр»
Мультфильм повествует о сказочном существе по имени Бамбр. Он жил совершенно один и пугал всех, кто к нему приближался, а его хвост был добрым и мешал ему творить пакости. Однажды Бамбр нашёл себе друзей и стал добрым.

### «По следам Бамбра»
Бамбр и его друзья сталкиваются с коварным охотником по прозвищу Кочерыжка, задумавшим поймать и превратить Бамбра в охотничью собаку. Но друзьям удаётся дать отпор врагу.

### «Ловушка для Бамбра»
Коварный и злой охотник похищает Кота для того, чтобы обменять его на Бамбра. Бамбр соглашается на обмен и сдаётся в плен охотнику. Но верные друзья — Отшельник, Мышь и Птица — не бросают товарищей в беде и спасают и Кота, и Бамбра.

## Съёмочная группа
| авторы сценария                        | Дмитрий Полонский, Сергей Шац |
| кинорежиссёр                           | Наталия Дабижа |
| художники-постановщики                 | Евгения Боголюбова, Елена Гагарина (2 и 3) |
| кинооператор                           | Сергей Хлебников (1), Александр Виханский (2 и 3) |
| художники-мультипликаторы (аниматоры): | Сергей Косицын, Наталия Дабижа |
| композитор                             | Михаил Линк (1), Виктор Бабушкин (2 и 3) |
| звукооператор                          | Борис Фильчиков |
| монтажёр                               | Галина Филатова (1), Надежда Трещёва (2 и 3) |
| редактор                               | Елена Никиткина |
| роли озвучивали:                       | Николай Караченцов — Бамбр, Олег Табаков — Отшельник, Лия Ахеджакова — Мышка-норушка, Александра Назарова (1), Антонина Дмитриева (2), Эльвира Бруновская (3) — Птица, Всеволод Ларионов — Кот, Александр Филиппенко — охотник Кочерыжка |
| куклы и декорации изготовили:          | Виктор Гришин, Михаил Колтунов, Владимир Алисов, Наталия Гринберг, Лилианна Лютинская, А. Уткин (1 и 2), Владимир Конобеев, Наталия Барковская, Олег Масаинов, Нина Молева, Владимир Аббакумов, Александр Беляев, Александр Максимов, Надежда Лярская (2 и 3), Владимир Маслов (3), Юрий Аксёнов (3), Светлана Знаменская (3), Николай Закляков (3), Анна Ветюкова (3) |
| директор съёмочной группы              | Григорий Хмара (1 и 2), Вера Лаврик (3) |

## Отзывы критиков
Всего Наталия Дабижа «оживила» более тридцати персонажей, среди которых немало кукольных знаменитостей вроде Кола Брюньона («Мастер из Кламси»), Мартышки с Удавом («38 попугаев» и др.) и Чичикова с Ноздрёвым («Мёртвые души»).

Все её зверюшки и человечки — не постные тряпичные особи, а существа живые, теплокровные, с привычками и повадками. И обаятельно-нескладному Бамбру («Свирепый Бамбр», «По следам Бамбра», «Ловушка для Бамбра») пластически задан чудной, не без странности характер; и неповоротливый рояль о трёх ногах, что блуждает по городу в поисках маленького друга, наделён особым нравом, печальным и кротким.— Наталья Лукиных